# دودمان کالاکائوآ

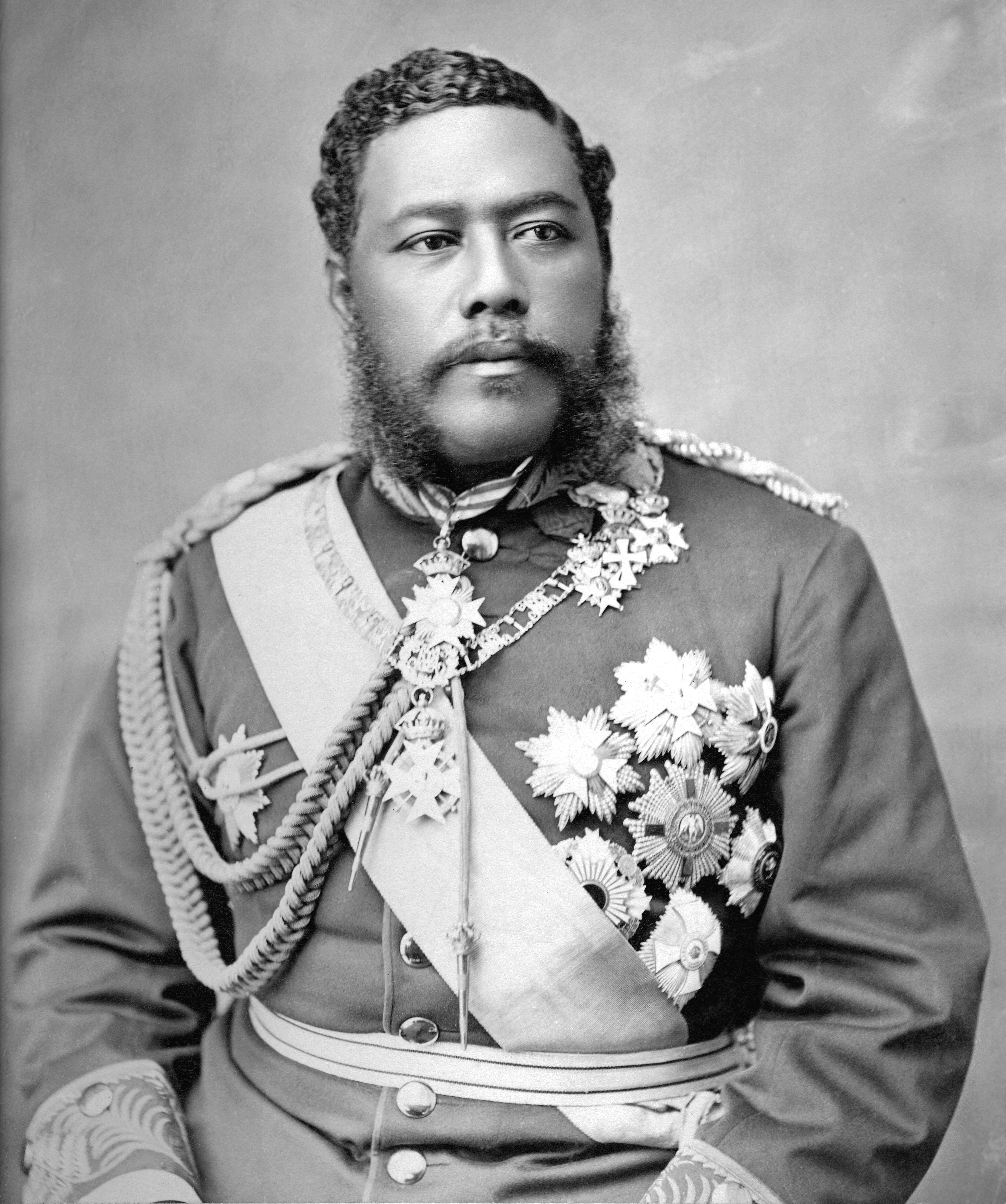
دیوید کالاکائوآ، آخرین پادشاه هاوایی و برادر لیلی‌اوکالانی.

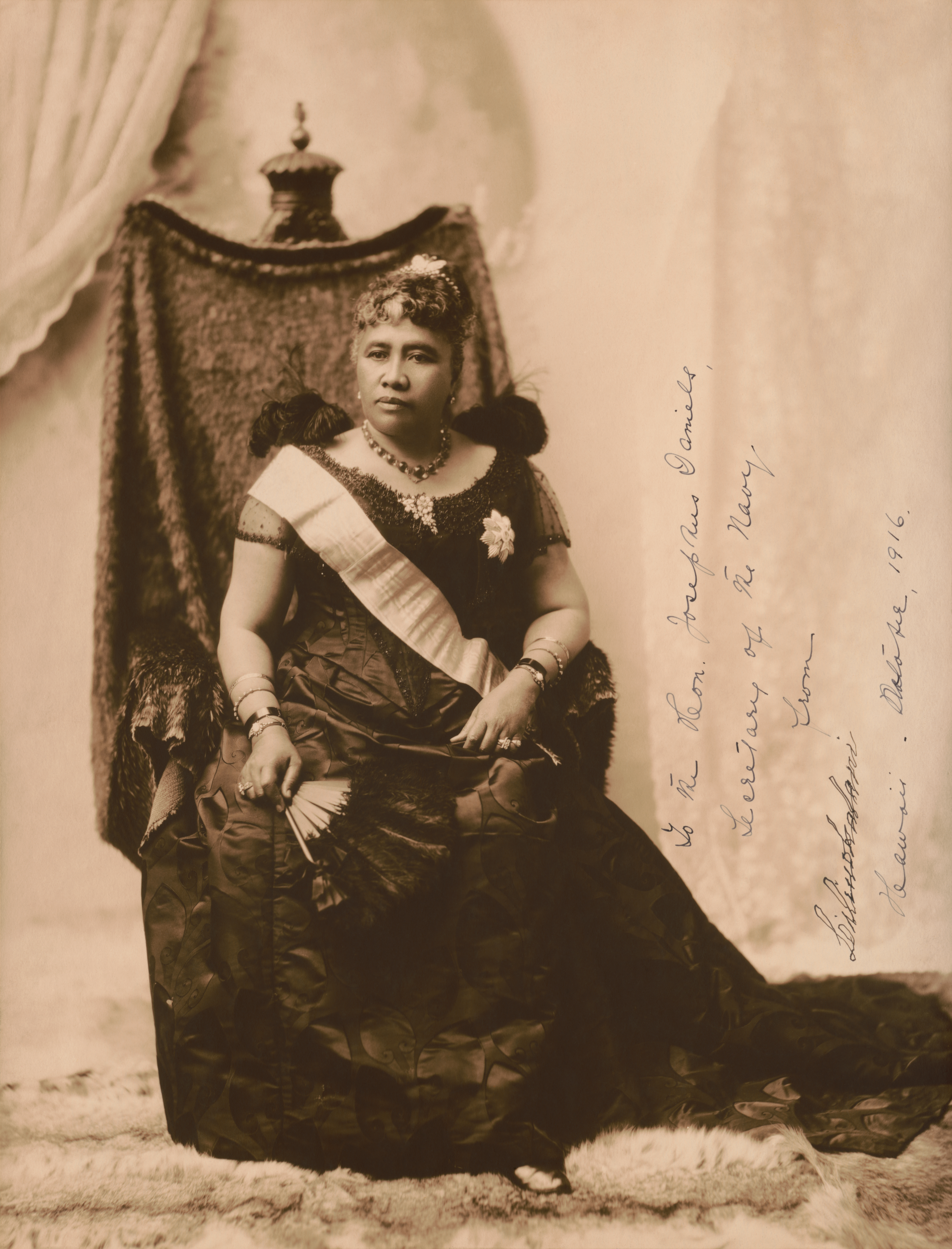
ملکه لیلی‌اوکالانی، آخرین ملکه پادشاهی هاوایی.

دودمان کالاکائوآ (به انگلیسی: House of Kalākaua) آخرین دودمان پادشاهی (۱۸۷۴ میلادی تا ۱۸۹۳ میلادی) است که پس از برچینش دودمان کامه‌آمه‌ها، بر مجمع‌الجزایر هاوایی پادشاهی کردند. در تاریخ ۱۷ ژانویه ۱۸۹۳ میلادی، سلطنت ملکه لیلی‌اوکالانی بوسیله یک کودتای بدون خونریزی پایان یافت و از تاریخ ۴ ژوئیه ۱۸۹۴ میلادی جمهوری هاوایی تشکیل شد. مجمع‌الجزایر هاوایی نهایتاً در تاریخ ۱۲ اوت ۱۸۹۴ میلادی، رسماً به ایالات متحده آمریکا پیوست.